# Ornithocephalus suarezii
Ornithocephalus suarezii är en orkidéart som beskrevs av Dodson. Ornithocephalus suarezii ingår i släktet Ornithocephalus och familjen orkidéer.
Artens utbredningsområde är Ecuador. Inga underarter finns listade i Catalogue of Life.